# Paragrilus
Paragrilus es un género de escarabajos de la familia Buprestidae.

## Especies
- Paragrilus abjunctus Kerremans, 1903
- Paragrilus acuticostis Obenberger, 1924
- Paragrilus aeneifrons Kerremans, 1896
- Paragrilus aeneus Obenberger, 1924
- Paragrilus aeraticollis Waterhouse, 1889
- Paragrilus akersorum Hespenheide, 2002
- Paragrilus alutaceidorsis Obenberger, 1924
- Paragrilus angulaticollis Waterhouse, 1889
- Paragrilus argentinus Obenberger, 1924
- Paragrilus azureus Hespenheide, 2002
- Paragrilus bergi Kerremans, 1903
- Paragrilus beskei (Gory & Laporte, 1837)
- Paragrilus bicarinicollis Cobos, 1976
- Paragrilus bolivianus Moore, 1986
- Paragrilus bonariensis Obenberger, 1924
- Paragrilus brasiliensis (Gory & Laporte, 1837)
- Paragrilus bruchi Kerremans, 1903
- Paragrilus burkei Hespenheide, 2002
- Paragrilus cavinus Fisher, 1925
- Paragrilus coerulans Obenberger, 1924
- Paragrilus crassus Kerremans, 1897
- Paragrilus credulus Kerremans, 1897
- Paragrilus cupricollis Cobos, 1976
- Paragrilus dormitzeri Obenberger, 1924
- Paragrilus dubius Saunders, 1871
- Paragrilus embrikiellus Obenberger, 1936
- Paragrilus exiguus (Chevrolat, 1835)
- Paragrilus fallorum Hespenheide, 2002
- Paragrilus gestroi Obenberger, 1924
- Paragrilus heliocarpi Hespenheide, 2002
- Paragrilus holomelas Fisher, 1925
- Paragrilus ignotus Obenberger, 1924
- Paragrilus impressus (Chevrolat, 1835)
- Paragrilus kheili Obenberger, 1924
- Paragrilus laevicollis Waterhouse, 1889
- Paragrilus lesueuri Waterhouse, 1889
- Paragrilus major Kerremans, 1897
- Paragrilus modicoides Obenberger, 1924
- Paragrilus modicus (Solier, 1833)
- Paragrilus moldenkei Hespenheide, 2002
- Paragrilus mrazi Obenberger, 1924
- Paragrilus nanulus (Mannerheim, 1837)
- Paragrilus nickerli Obenberger, 1924
- Paragrilus nigritus Kerremans, 1899
- Paragrilus obliquus Kerremans, 1903
- Paragrilus oculatus Cobos, 1976
- Paragrilus opacipennis Fisher, 1925
- Paragrilus paulensis Obenberger, 1924
- Paragrilus percautus (Kerremans, 1903)
- Paragrilus peruvianus (Gory & Laporte, 1837)
- Paragrilus pulchellus Fisher, 1925
- Paragrilus punctifrons Obenberger, 1924
- Paragrilus purpureus Fisher, 1925
- Paragrilus reichei (Gory, 1841)
- Paragrilus rugatulus Thomson, 1879
- Paragrilus similis Obenberger, 1924
- Paragrilus strandi Obenberger, 1924
- Paragrilus sulcicollis Kerremans, 1903
- Paragrilus tenuis (LeConte, 1863)
- Paragrilus transitorius Waterhouse, 1889
- Paragrilus trifoveolatus Waterhouse, 1889
- Paragrilus vianai Obenberger, 1947
- Paragrilus vicinus Waterhouse, 1889